# Liebesbriefe aus dem Engadin
Liebesbriefe aus dem Engadin ist ein deutscher Spielfilm von Luis Trenker aus dem Jahr 1938.

## Handlung
Bei einem festlichen Empfang ihres Verlobten Lord Horace Baxter in London erfährt die reiche Amerikanerin Constance Farrington, dass er hofft, durch die Heirat seine Schulden in Höhe von 50.000 Pfund begleichen zu können. Wutentbrannt reist sie ab, begleitet von Lord Baxters Schwester Dorothy, die einerseits Constance’ Freundin ist, andererseits ihrem Bruder die Verlobte wieder zurückholen soll. Im Zug nach Süden öffnet Constance im Schlafwagen ihre Post und findet darunter den Brief des Skilehrers Toni Anewanter aus St. Florian bei St. Christoph, den sie aus dem letzten Winterurlaub kennt und der sich in sie verliebt hat. Sie beschließt, mit Dorothy nach St. Florian zu fahren – Dorothy telegrafiert ihrem Bruder aus dem Zug, dass er einen Mann nach St. Florian schicken soll. Lord Baxter schickt seinen früheren Kammerdiener Jack.
Der Skilehrer Toni Anewanter fährt gerade die junge Dame Germaine auf seinem Rücken vom Berg herunter, die ihn anhimmelt und ihm von seinen Liebesbriefen erzählt, als Constance und Dorothy im Hotel zur Post eintreffen.
Während es Toni gegenüber der geretteten Germaine abstreitet, ihr jemals einen Liebesbrief geschrieben zu haben, produziert der Hoteldirektor Otto Wernicke zusammen mit seinem Hotelportier bereits einen weiteren Brief – er lockt Damen, die bereits seine Gäste waren, mit fingierten Liebesbriefen, Fotos und der Unterschrift des beliebten Skilehrers erneut in sein Hotel.
Constance besucht Toni in seinem Laden, in dem er gemeinsam mit seiner Schwester Anni Wintersportartikel verkauft, und trifft ihn dort mit Germaine an. Nachdem Germaine schmollend den Laden verlassen hat, versucht sie erfolglos, ihn auf den Liebesbrief anzusprechen und kauft daraufhin wahllos ein – Toni soll alles in das Hotel in ihr Zimmer liefern. Dort erwartet sie ihn im Negligé im Bett sitzend. Toni macht sofort auf dem Absatz kehrt, stellt die Pakete vor dem Hotelzimmer ab, zündet sich seine Pfeife an und empfängt vor dem Hotel seinen anmarschierten und angetretenen Skikurs, bestehend aus 32 Frauen, fünf Männern und einem Sanitäter. Der Skikurs zieht singend zur „Idiotenwiese“, Dorothy und weitere Damen kommen noch hinterher.

## Kritiken
Das Lexikon des internationalen Films bezeichnete den Films als „angestaubte Verwechslungskomödie vor winterlicher Bergkulisse“.